# Ernst Alban

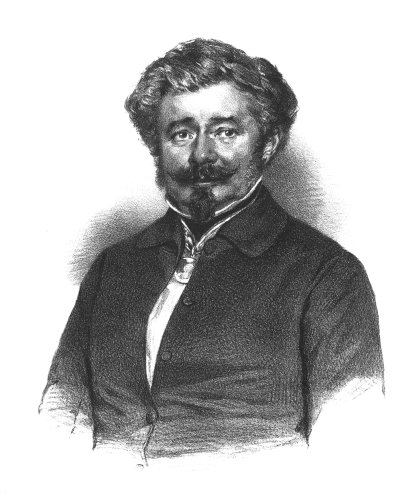
Ernst Alban

Johann Ernst Heinrich Alban (* 7. Februar 1791 in Neubrandenburg; † 13. Juni 1856 in Plau am See) war ein deutscher Chirurg und Augenarzt. Berühmt wurde er als Pionier des Dampfmaschinenbaus.

## Leben
Ernst Alban war ältestes von drei Kindern des evangelischen Theologen und Pastors Samuel Alban (1762–1834) und dessen Frau (Elisabeth) Sofia Juliane, geb. Spengler (1761–1809). Er besuchte wahrscheinlich die Gelehrtenschule seiner Vaterstadt, in der die alten Sprachen (Latein, Griechisch) den Schwerpunkt bildeten. Alban beabsichtigte, Maschinenbauer zu werden, musste diese Pläne aber auf Drängen seines Vaters aufgeben, der eine Gelehrtenlaufbahn für seinen Sohn wünschte. So begann er 1810 ein Theologiestudium an der Universität Rostock. Nach anderthalb Jahren wechselte er zur Medizin, auf die er sich mit dem Vater einigen konnte. Seine Studien setzte er 1812 an der neuen Friedrich-Wilhelms-Universität Berlin und 1813 an der Universität Greifswald fort. Im selben Jahr wurde er Mitglied des Corps Pomerania Greifswald. 1814 wurde er zum Dr. med. promoviert. Ausgebildet von Karl Gustav Himly an der Georg-August-Universität Göttingen, wurde er 1815 Chirurg und Augenarzt.
Zu Ostern 1815 eröffnete Ernst Alban in Rostock eine Arztpraxis. Gleichzeitig lehrte er als Privatdozent an der Universität Rostock Anatomie, Physiologie und Augenheilkunde. Weithin bekannt wurde er mit erfolgreichen Kataraktoperationen. 1825 beendete er schließlich seine Karriere als Arzt und betätigte sich nur noch als Maschinenbauer.
Ernst Alban war dreimal verheiratet und in diesen Ehen Vater von sechs Kindern, darunter sein namensgleicher Sohn Ernst Alban (1821–1888), der als Distriktingenieur, Kartograph und Landmesser in Schwerin bekannt wurde.

„Unsere menschliche Bestimmung ist nach meiner Ueberzeugung,
 nicht glücklich, ohne Rücksicht auf Andere, ganz selbstisch glücklich zu seyn, 
sondern sein Glück zu suchen in den Bemühungen und ihren Erfolgen, 
Andere glücklich zu machen, 
indem man ihnen so nützlich als möglich wird.“

### Technisches Engagement

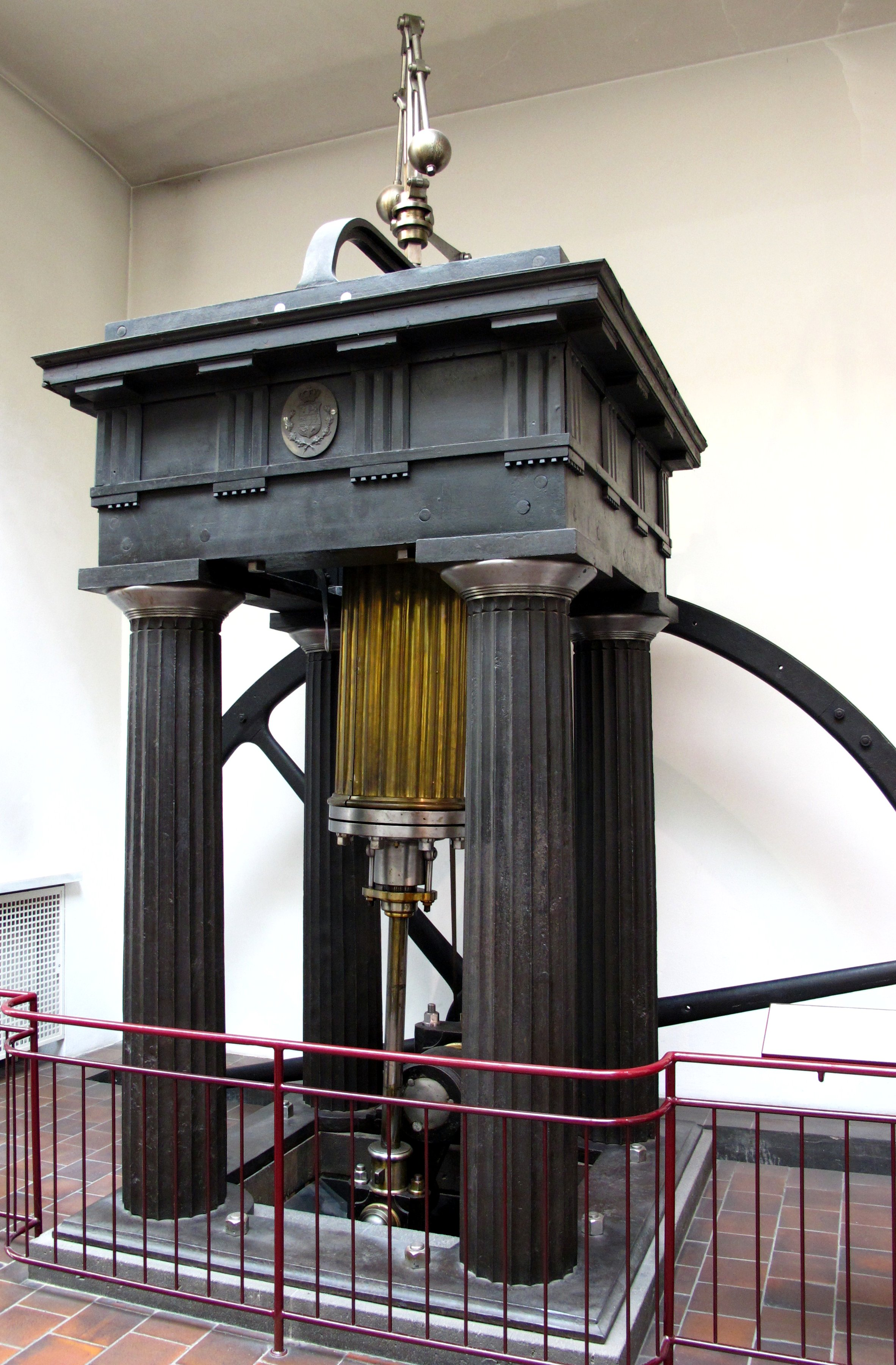
Hochdruck-Dampfmaschine mit schwingendem Zylinder von Ernst Alban

Schon während seines Studiums belegte Alban Physik- und Mechanikvorlesungen, 1815 baute er dann eine Modelldampfmaschine: Alban kannte die technische Literatur, speziell von Richard Trevithick über Hochdruckdampfmaschinen und dachte daraufhin an 50 bis 80 at Arbeitsdruck. Solch hohe Drücke waren zu jener Zeit aber eine sehr gewagte Vorstellung: Sowohl Trevithick in England wie auch Oliver Evans in den USA beschränkten sich noch auf 5 bis 7 at und hatten dabei schon mit großen Problemen zu kämpfen. Für sein erstes Modell verwendete Alban eine Zinn-Wärmeflasche als Dampfkessel und zwei Wundspritzen als Dampfzylinder. Damit entstand eine Hochdruck-Maschine, die tatsächlich funktionierte.
Mit der Erhöhung des Dampfdrucks vergrößerte sich auch die Dampftemperatur und damit jenes Temperaturgefälle, aufgrund dessen eine Dampfmaschine lief. Dies wiederum verbesserte den Wirkungsgrad und somit die Wirtschaftlichkeit gewaltig. Die Erkenntnisse des Kupferstechers Jacob Perkins aus Philadelphia führten ab 1819 in England bereits zu Drücken von 35 at, was Alban motivierte, die 40 at deutlich zu überschreiten. Er wollte Dampf mit einem speziellen Verfahren erzeugen, das er sich über einen Londoner Kaufmann patentieren ließ. Dabei spritzte Wasser in doppelwandige, indirekt beheizte und in Rauchgas hängende Behälter. Die Wärme übertrug sich über ein Metallbad aus 2 Teilen Blei und 1 Teil Zinn vom drucklosen Außenbehälter auf 8 senkrecht verlaufende, oben miteinander verbundene Tauchrohre im Inneren. Der Außenbehälter maß 4 Fuß in der Länge, 3½ Fuß in der Höhe und 3 Zoll in der Breite, die Druckrohre 1 Zoll im Durchmesser und 3 Fuß in der Länge. Davon gab es mehrere Elemente, wobei die Speisewassereinspritzung und die Verbrennungsluftzufuhr (mit einer Klappe) variiert werden konnte, um die Dampferzeugung dem Bedarf anpassen zu können. Das Patent wurde am 14. Mai 1825 erteilt und im folgenden Februar im Repertory of Patent-Invention veröffentlicht. Letzteres geschah allerdings mit kritischen Anmerkungen, erschien diese mittelbare Wärmeerzeugung doch unpraktikabel: Schlamm oder Salz konnte hier nicht beseitigt werden, auch das bei Großwasserkesseln übliche Abklopfen funktionierte nicht. Außerdem war es um 1830 weder möglich, die Konstruktion ausreichend präzise zu fertigen, noch ihren Betrieb genau genug zu regeln.

### London
Noch in seiner Zeit als Arzt in Rostock begegnete Alban dem Mecklenburger Konsul in London, was zu einem im Juni 1825 beginnenden England-Aufenthalt führte. Bis 1827 arbeitete er in mehreren Fabriken und konnte so die verschiedenartigsten Dampfmaschinen-Ausführungen und ihren Betrieb betrachten. Auch ließ er seine Konstruktion von der allseits anerkannten britischen Handwerkskunst bauen. In Albans Abwesenheit während eines Aufenthaltes in der Heimat unterzeichneten seine kaufmännischen Geschäftspartner ohne sein Wissen einen Vertrag zur Lieferung einer 16 PS starken Dampfmaschine an die englische Regierung. Alban, wissend, dass seine Erfindung noch nicht reif für die Praxis war, geriet mit seinen Geldgebern in einen heftigen Streit, der damit endete, dass er völlig mittellos England wieder verließ. Aus dem Mutterland der Industrie konnte er lediglich einen reichen technischen Erfahrungsschatz mit zurücknehmen.

## Eigene Fabriken

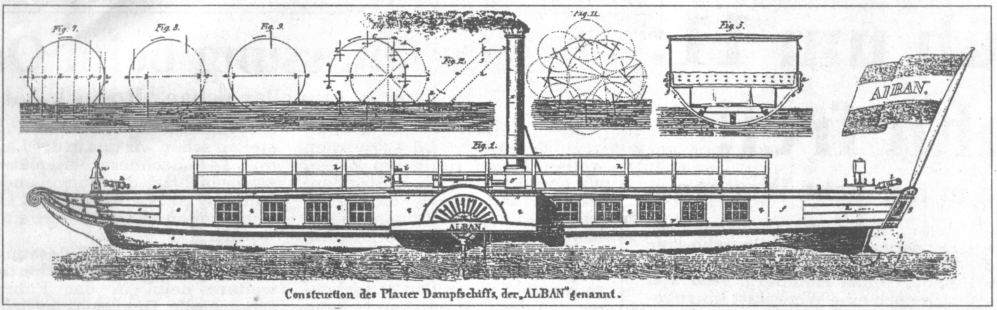
Dampfer ALBAN, 1845 in Plau gebaut

Wieder in Deutschland, zog Alban 1827 nach Stubbendorf. Er betrieb dort wissenschaftliche Studien und schrieb für Dinglers Polytechnisches Journal. 1829 erwarb er ein kleines Landgut in Klein-Wehnendorf und gründete die erste Maschinenbauanstalt Mecklenburgs. Wie Richard Hartmann in Sachsen oder August Borsig in Berlin begann er dabei als Handwerksbetrieb. Die Produktion begann mit landwirtschaftlichen Geräten und Maschinen nach eigener Konstruktion, besonders erfolgreich darunter eine ab 1831 vielfach verkaufte breitwürfige Sämaschine. Dampfmaschinen entstanden hingegen erst einmal nur im Modell oder für den Eigenbedarf in seiner kleinen Fabrik, in der zwischen 12 und 20 Arbeiter beschäftigt waren. Da die Serienfertigung von Maschinen nach einer zugehörigen Eisengießerei verlangte, gab Alban sein Unternehmen 1836 auf, um technischer Leiter einer neu gegründeten Maschinenbauanstalt mit Eisengießerei in Güstrow zu werden. Das Unternehmen verkaufte ausgezeichnet. Eine der wenigen dort gebauten Dampfmaschinen mit einer Leistung von 30 PS wurde 1840 an die großherzogliche Tuchfabrik in Plau am See verkauft und unter Albans Anleitung dort eingebaut. Die Stadtväter, sichtlich angetan von der neuen Technik, boten Alban ein Grundstück für den Bau einer eigenen Maschinenbaufabrik an. Ferdinand Klitzing (1807–1883), Verwalter des großherzoglichen Amtes Plau und seit 1835 Schwager Albans, hat sicher nicht unwesentlich dazu beigetragen. Auch die verkehrsgünstige Lage an der Elde als Transportweg für Rohstoffe und Produkte ließen Alban trotz geringer finanzieller Mittel von lediglich 20.000 Mark nicht lange überlegen. So gründete er 1840 in Plau wieder eine eigene Fabrik, die 1842 um eine Eisengießerei erweitert wurde. Bis zu 60 Arbeiter bauten hier Dampfkessel und Dampfmaschinen, aber auch Textil- und Landwirtschaftsmaschinen sowie Wasserräder. Geräte des täglichen Bedarfs bis hin zu Treppengeländern und Grabkreuzen ergänzten die Produktpalette. 1845 lief nach nur kurzer Bauzeit in der Maschinenbauanstalt Ernst Alban in Plau der erste Personendampfer der mecklenburgischen Binnenseen ALBAN vom Stapel. Der Seitenraddampfer mit schwingenden Rudern fuhr zunächst mehrere Jahre wenig erfolgreich zwischen Plau und Malchow, wurde 1852 nach Schwerin verkauft und ein Jahr auf dem Schweriner See eingesetzt bis der Eigner Konkurs anmelden musste. Der Dampfer war ausgestattet mit einer eigens hierfür konstruierten Dampfmaschine.
Bis in die späten Abendstunden saß Alban in seiner Studierstube, um das Kernstück seiner Ingenieurstätigkeit, die Entwicklung der Hochdruckdampfmaschine, weiter voranzutreiben. Aus den gewonnenen Erfahrungen heraus beschränkte er sich zunächst auf einen geringeren Dampfdruck von etwa 8 at.
Albans einzige erhaltene Hochdruckdampfmaschine von 1840 aus der 1905 abgebrannten Plauer Tuchfabrik war bis 2023 im Deutschen Museum München ausgestellt. Künftig soll sie nach Plau am See überführt und dort ausgestellt werden. Ernst Alban baute ca. 25 Hochdruckdampfmaschinen, beschäftigte sich jedoch unter anderem auch mit der Konstruktion von Flugapparaten sowie Windmühlen.

## Werk
Albans Arbeiten zum Hochdruckdampf waren international anerkannt. Sie waren Mitte des 19. Jahrhunderts ein wichtiger Schritt für die Entwicklung neuer Maschinen. Entscheidend war dabei ein explosionssicherer Wasserkessel. Diese Bedingung verlangte nach einem engrohrigen Kessel, einer Batterie aus Röhren, die an der Stirnseite miteinander und mit einem Oberkessel verbunden waren. Einzelheiten dazu veröffentlichte Alban 1843 in seinen Hauptwerk Die Hochdruckdampfmaschine (Rostock u. Schwerin, Stiller, 1843. XII, 539 S. 8° u. Taff.), dessen englische Übersetzung noch im selben Jahr erschien. Es diente als Lehrbuch an technischen Schulen und wurde auch in den USA in mehreren Auflagen verlegt. Eine geplante Fortsetzung, der er noch größere Bedeutung beimaß, konnte nicht in Buchform erscheinen.
Veröffentlichungen in Dinglers Polytechnischem Journal
Über eine sehr einfache u. zweckmäß. Construction der Dampfmühlen. Bd. 108 (3. Reihe Bd. 8), 1848, S. 81 ff., 161 ff.
Das Plauer Dampfschiff. Bd. 109 (3. Reihe Bd. 9), 1848, S. 1 ff., 81 ff., 161 ff., 241 ff., 321 ff., 401 ff.
Bemerkungen über Hochdruck-Dampfmaschinen, meine neuen Beobachtungen usw. Bd. 111 (3. Reihe Bd. II), 1849, H. l-3. Bd. 112 (3. Reihe Bd. 12), 1849, H. l-4. Bd. 113 (3. Reihe Bd. 13), 1849, H. 3–6.
Mitteilungen aus meinem Leben u. Wirken als Maschinenbauer. Bd. 115 (3. Reihe, Bd. 15), 1850, S. 321 ff., 401 ff. Bd. 116. 1850, S. 81 ff. Bd. 118, 1850, S. 1 ff., 161 ff., 241 ff., 321 ff. (nur Technisches)

## Ehrungen
- 1850 Ehrendoktorwürde der Universität Rostock
- 7. Februar 1841 (50. Geburtstag) Ehrenbürger von Plau am See
- Gusseisernes Grabmal aus der eigenen Fabrik auf dem Friedhof Plau am See, daneben ein
- 15. Juli 1941 von der Siemens-Ring-Stiftung gestiftetes und von Wilhelm Wandschneider entworfenes Ehrenmal
- Dr.-Alban-Straße in Plau am See
- Ernst-Alban-Straße in Neubrandenburg
- Fahrgastschiff Dr. Ernst Alban auf dem Plauer See
- Dr.-Ernst-Alban-Schule in Rastow (1995)
- "Dr.-Ernst-Alban-Straße" in Sanitz

## Bilder

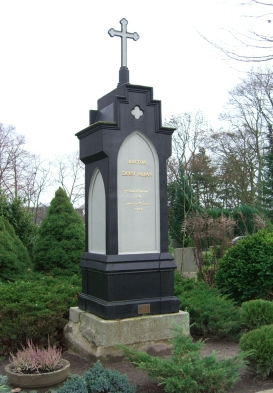
Albans Grab auf dem Plauer Friedhof
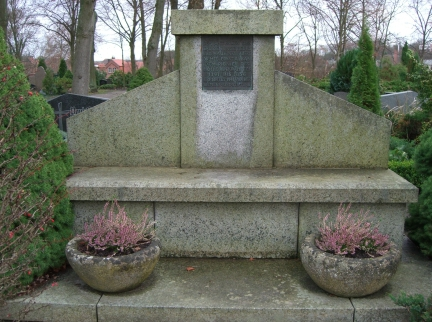
Albans Ehrenmal auf dem Plauer Friedhof
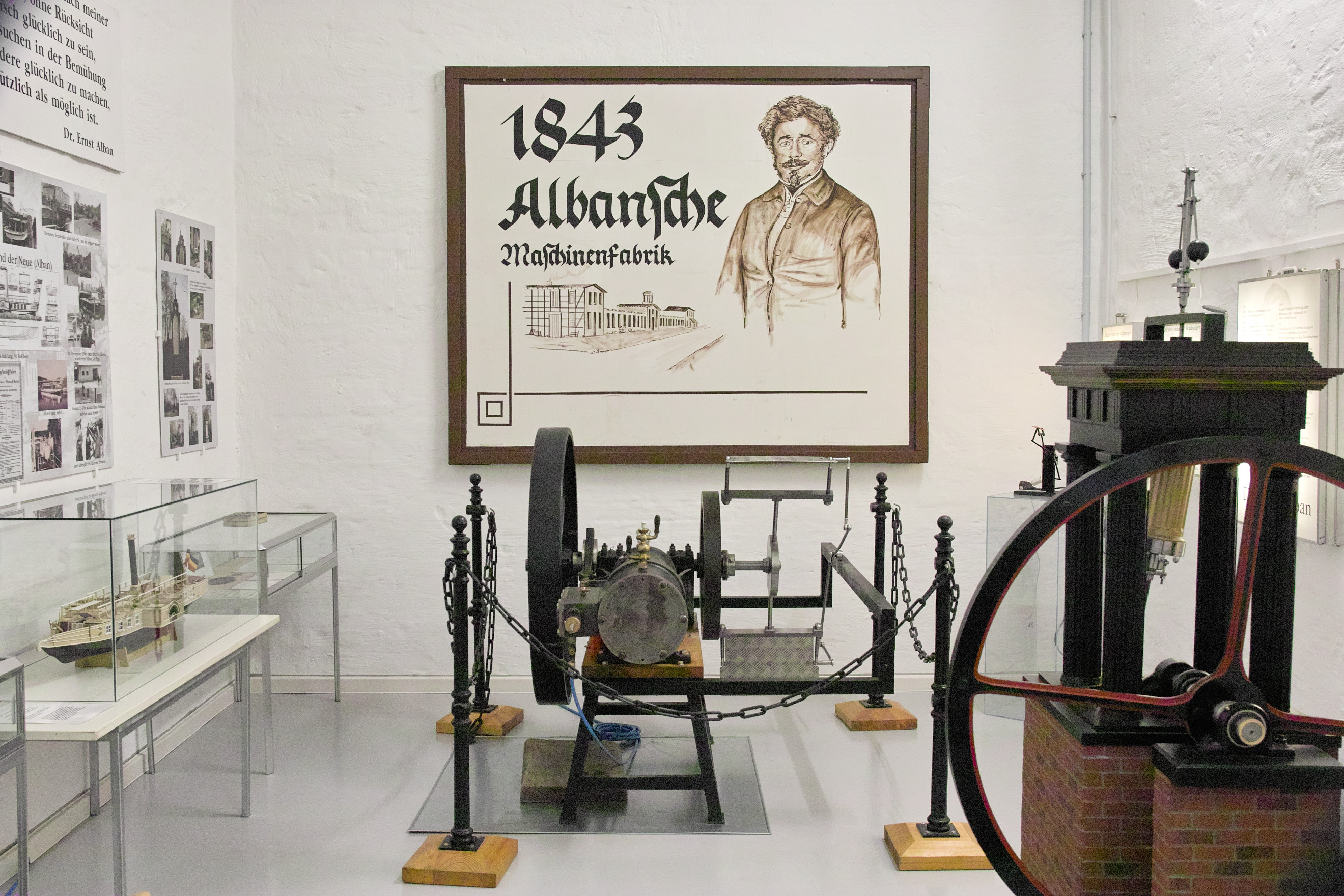
Abteilung Dr. Alban, Burgmuseum Plau
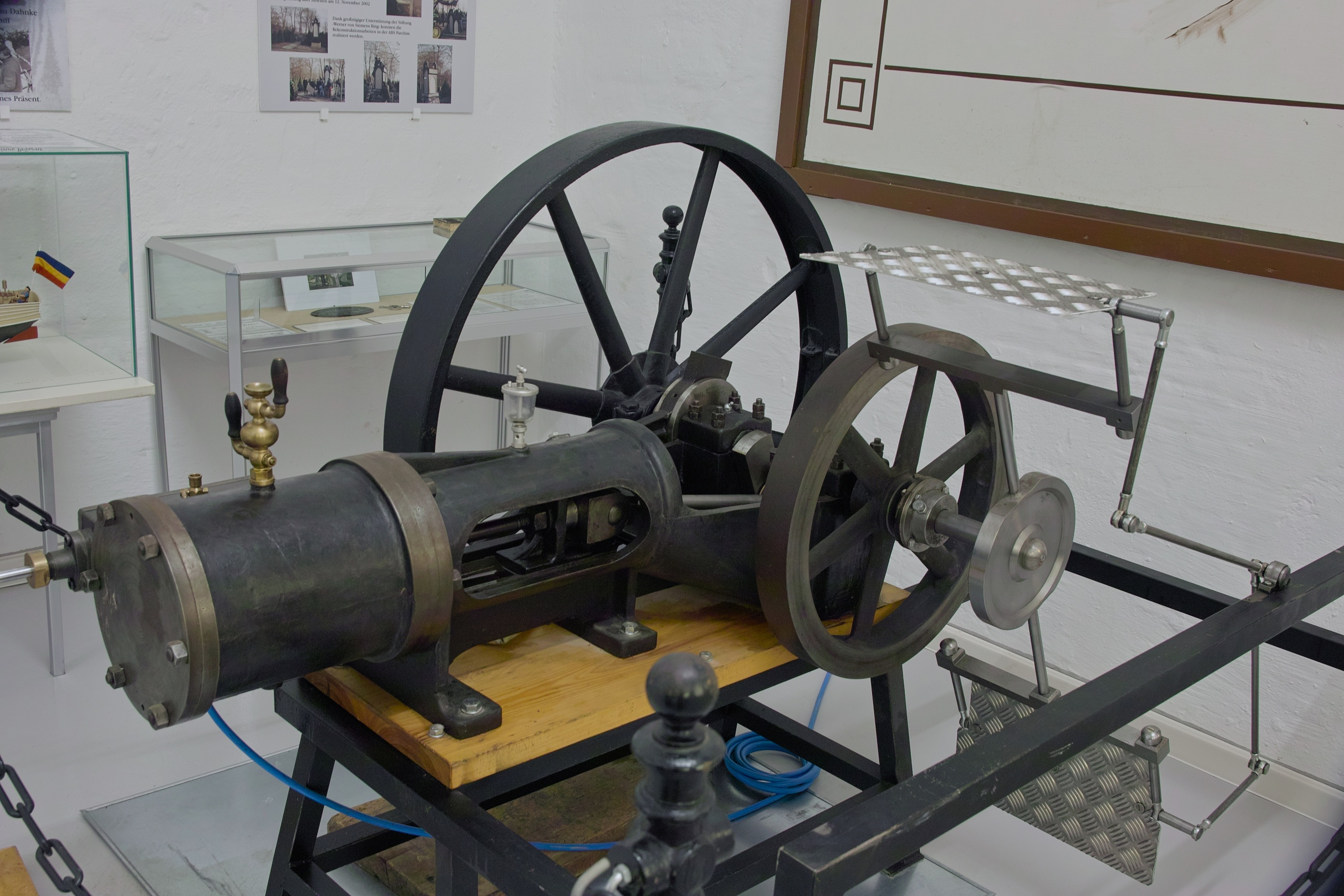
Modell „Schwingende Ruder“ (Alban)
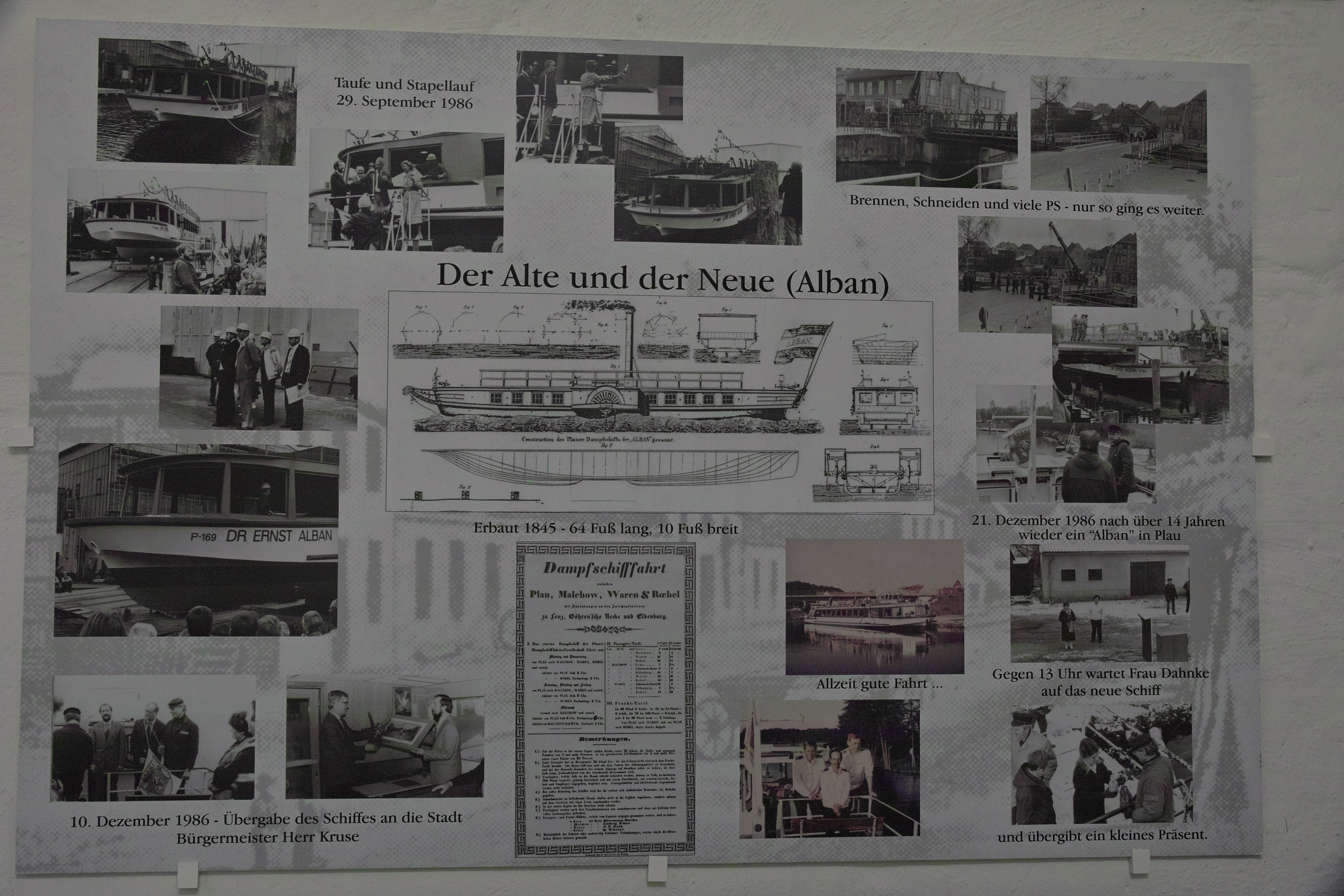
Dokumentation Schiffsneubau (Alban)
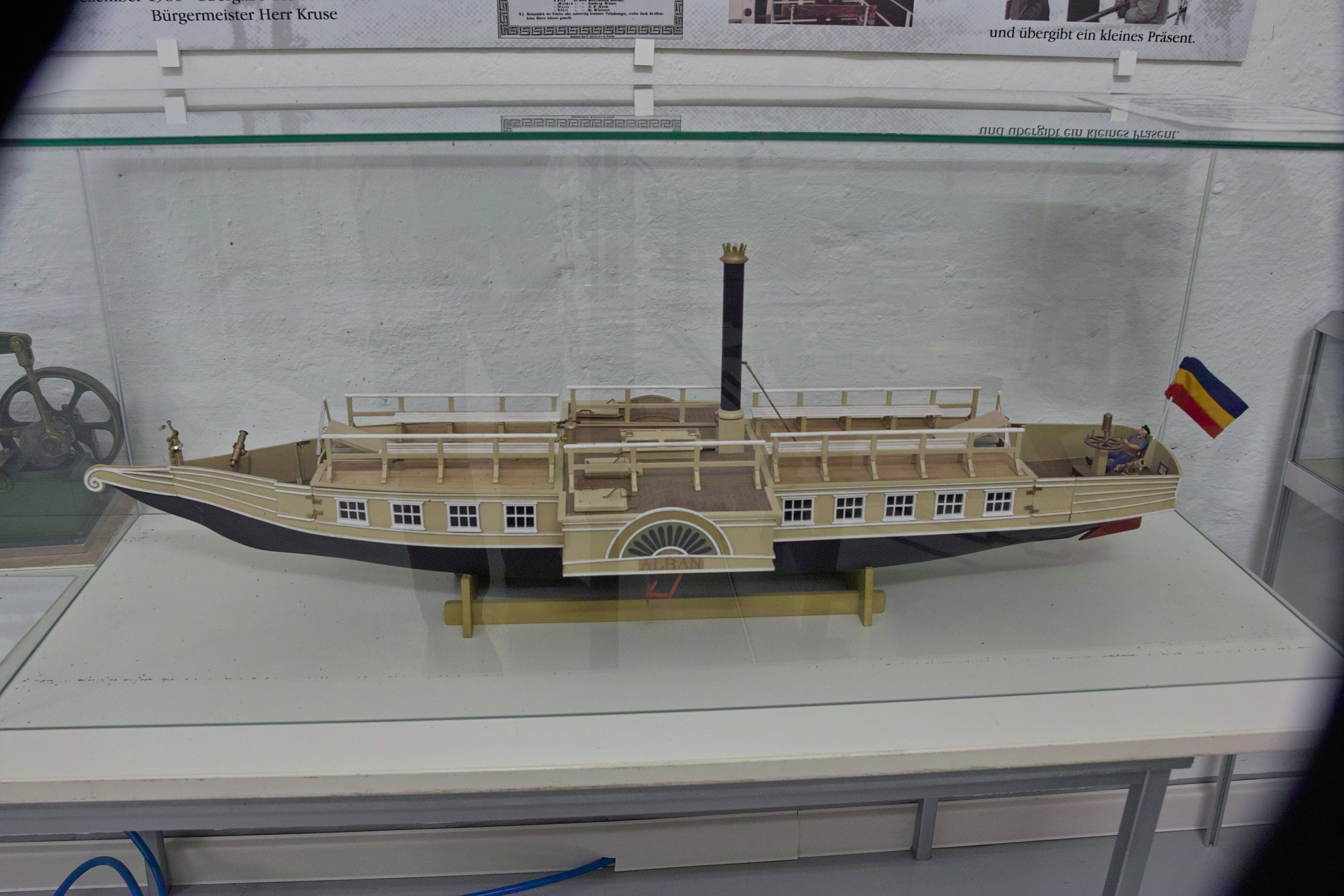
Modell Schiffsneubau (Alban)